# Große Burgstraße (Lübeck)

Die Große Burgstraße, rot markiert

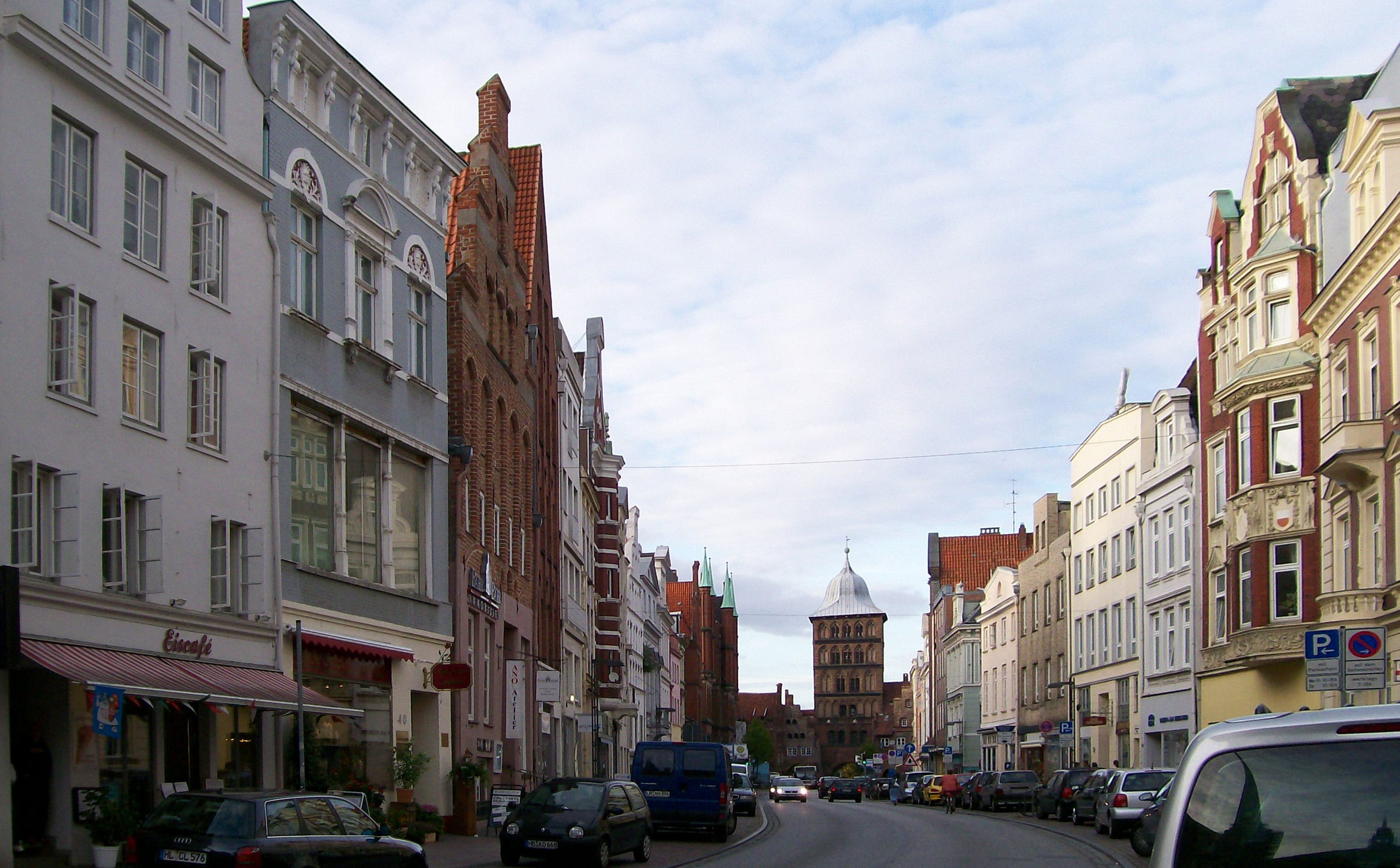
Die Große Burgstraße, Blick in Richtung Burgtor

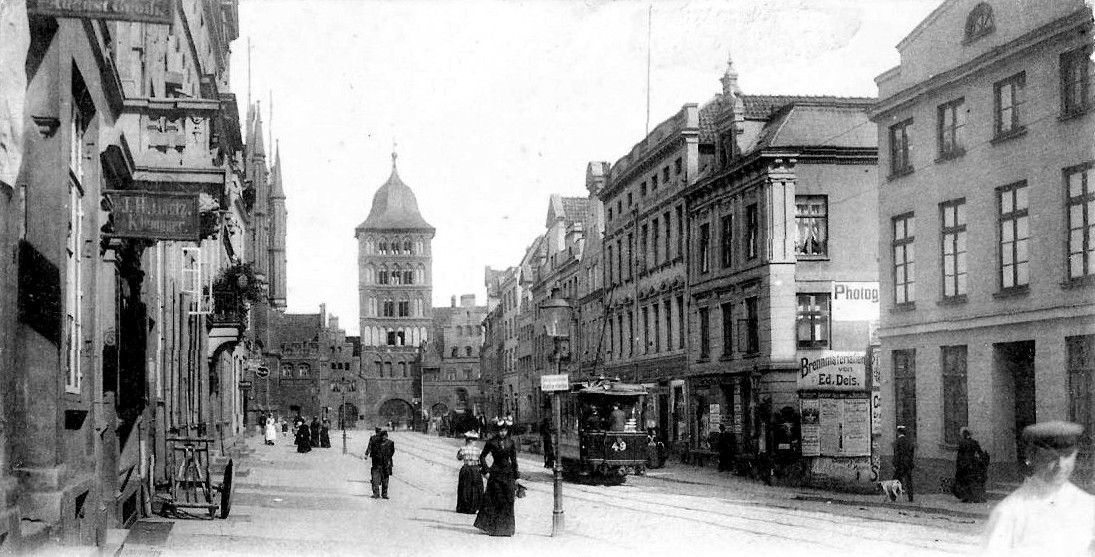
Die Große Burgstraße um 1905

Die Große Burgstraße um 1865

Blick in die Große Burgstraße Richtung Jakobikirche, um 1907

Die Große Burgstraße in der Hansestadt Lübeck erschließt die Altstadt von Norden.

## Geographie und Verlauf
Ursprünglich war dieser Zugang der einzige Landzugang zur heutigen Innenstadt. Mit dem Bau des Elbe-Lübeck-Kanals wurde diese jedoch mit dem Durchstich der Landzunge vor dem Burgtor zur Insel zwischen Kanal und Stadttrave. Die bislang Lübeck nach Osten abschließende Wakenitz wurde aufgestaut und durch einen Düker unter dem Kanal hindurch in die Stadttrave abgeleitet. Vor dem Burgtor beginnt mit dem Burgfeld (Gustav-Radbruch-Platz) die Vorstadt St. Gertrud.
Die Große Burgstraße im Jakobi Quartier hatte im Mittelalter die Funktion einer Ausspanne für Fuhrwerke und Kutschen aus dem nordöstlichen Mecklenburger Umland mit zahlreichen Gasthöfen. Sie beginnt hinter der im Zuge des Kanalbaus errichteten Burgtorbrücke über den Klughafen am Burgtor und verläuft bis zum Koberg mit dem Heiligen-Geist-Hospital und der Jakobikirche. Von dort an teilt sich nach der mittelalterlichen Stadtplanung die Nord-Süd-Erschließung Lübecks in Königstraße und Breite Straße.

## Bauten
Die alte Lübecker Burg, die in weiteren mittelalterlichen Resten in Form des backsteingotischen Burgklosters noch erhalten ist, beinhaltet heute das Europäische Hansemuseum. Zum Ensemble des Burgtors gehören der ehemalige Marstall und das Zöllnerhaus (Nr. 5), die beide gleichzeitig in die weitere Lübecker Stadtbefestigung mit den hier erhaltenen Resten der Stadtmauer übergehen.
Große Burgstraße Nr. 4, das heutige Landesamt für soziale Dienste, ist als Gerichtshaus 1894/1896 als Vorläufer des heutigen 1962 am Burgfeld 7 eingeweihten Gerichtshauses nach einem Entwurf des Lübecker Baudirektor Adolf Schwiening mit gotisierender Fassade erbaut worden. Seine Monumentalität zeigt, dass schon in dieser Phase die Stadtplaner wenig Rücksicht auf die Maßstäbe der mittelalterlichen Stadt genommen haben. Denn es ersetzte nicht weniger als fünf kleine Wohnhäuser. Im rückwärtigen Teil des Gebäudes wurden Teile der ehemaligen Klosteranlage erhalten und in das Gebäude integriert. Heute sind die ehemaligen Zellen des Untersuchungsgefängnisses und ein Verhandlungssaal des ehemaligen Landgerichts mit der Innenausstattung als Gedenkstätte für Justizopfer des Dritten Reiches, darunter die Lübecker Märtyrer, noch erhalten und über das rückwärtige Burgkloster im Europäischen Hansemuseum zu erreichen.
In der Großen Burgstraße Nr. 11 befand sich ab 1588 die Bischofsherberge, das Lübecker Stadthaus der Bischöfe von Ratzeburg und nach 1648 der Herzöge von Mecklenburg. Ab 1720 Nutzung als Gastwirtschaft, ab 1841 unter dem Namen Großherzog von Mecklenburg. Hinter der Anfang des 19. Jahrhunderts klassizistisch überformten Fassade dominiert die Renaissance der Umbauzeit von 1598/99.
In der Großen Burgstraße Nr. 25 gründete Clara Roquette 1871 die Roquettesche Höhere Töchterschule, aus der das Roquettesche private Lehrerinnenseminar hervorging.
Im Haus Nr. 47 wohnten im 16. Jahrhundert nacheinander die Stück- und Glockengießer Hinrik van Kampen und Karsten Middeldorp.

## Denkmalschutz
Unter Denkmalschutz stehen die Gebäude in der Großen Burgstraße 5, 7, 11, 17, 35, 53 auf der ungeraden Seite und 2, 4, 22–26, 38, 42 gerade.

Gebäude
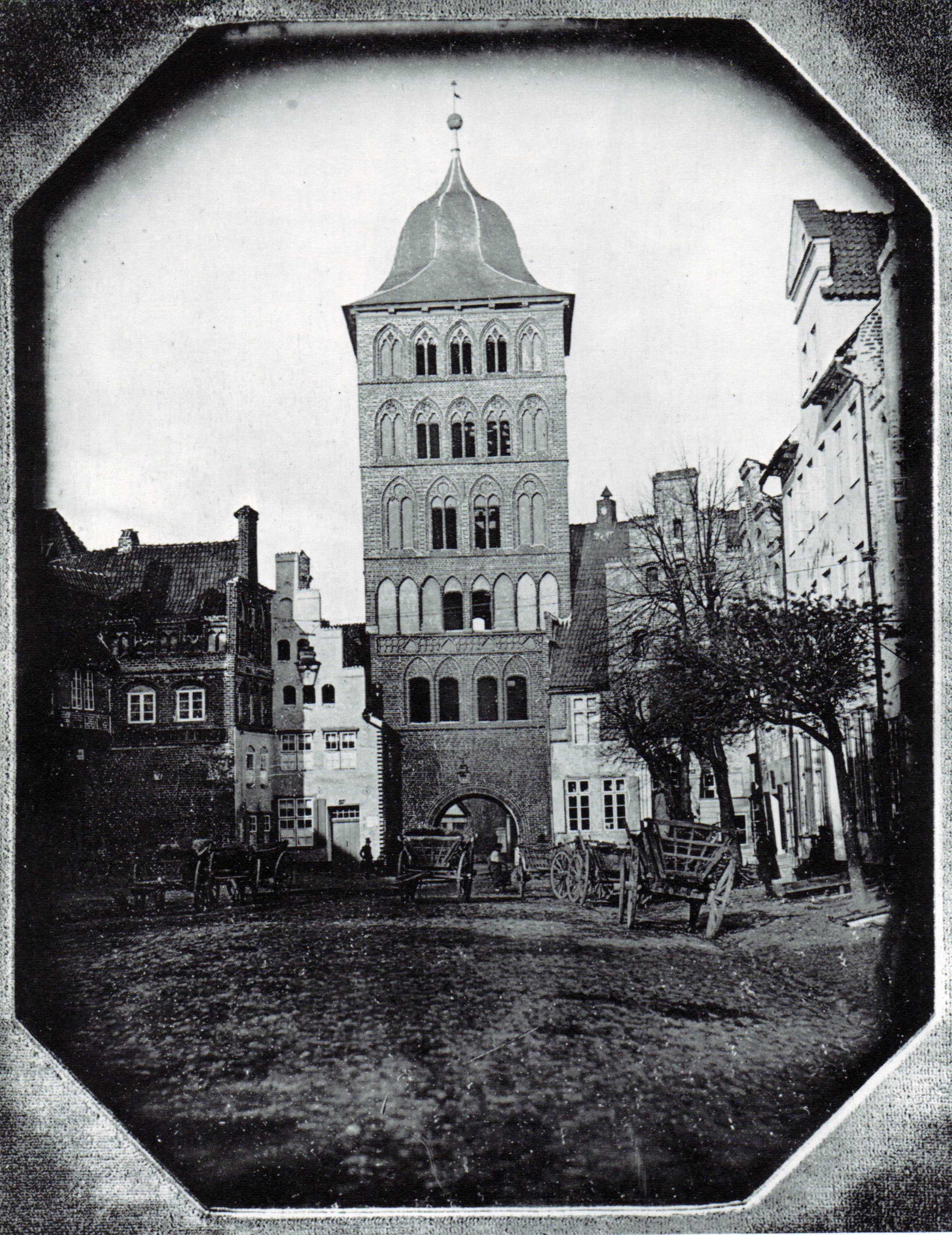
Große Burgstraße mit Blick zum Burgtor, Daguerrotyopie von Joseph Wilhelm Pero, vor 1847
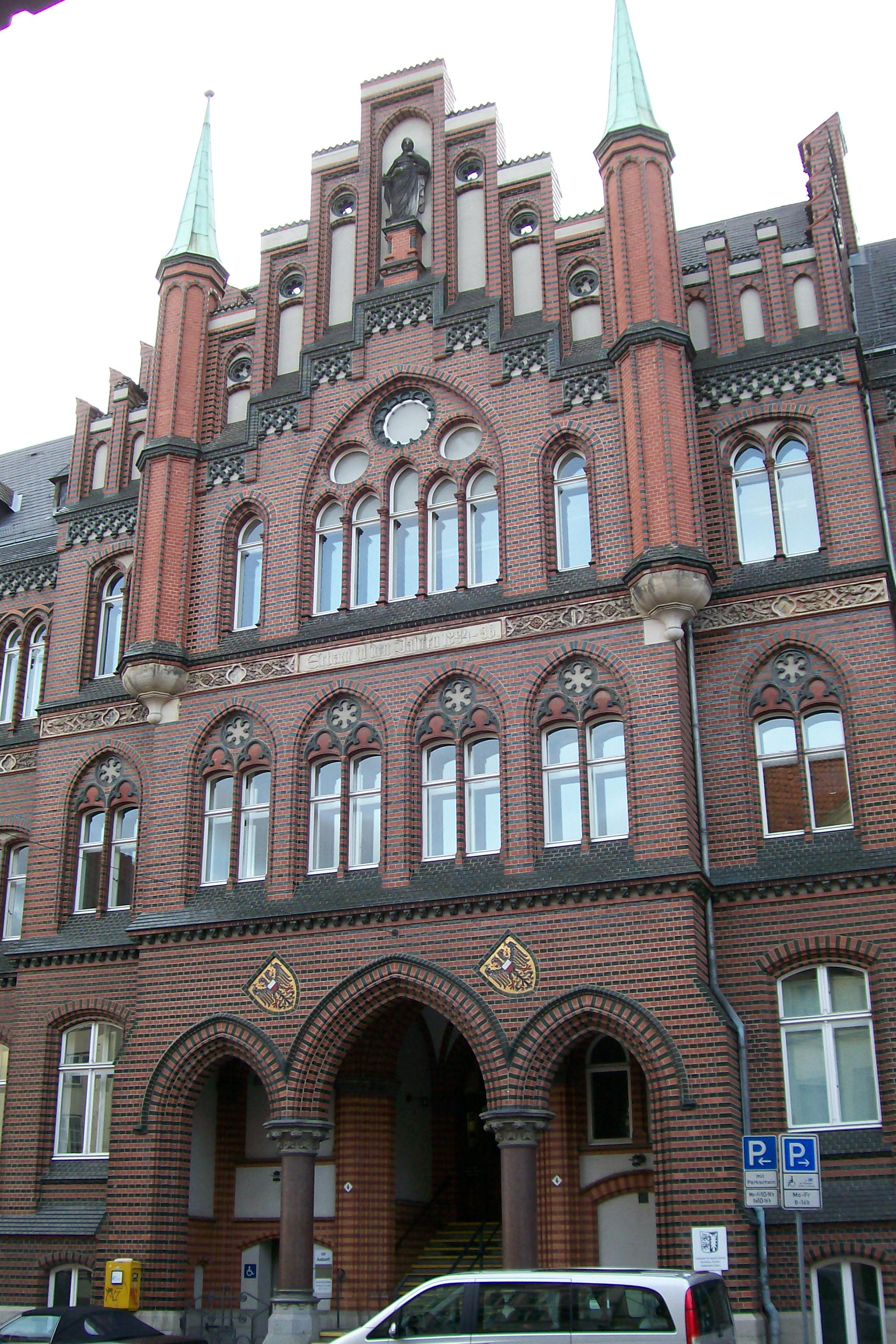
Große Burgstraße 4, ehemals Gerichtsgebäude
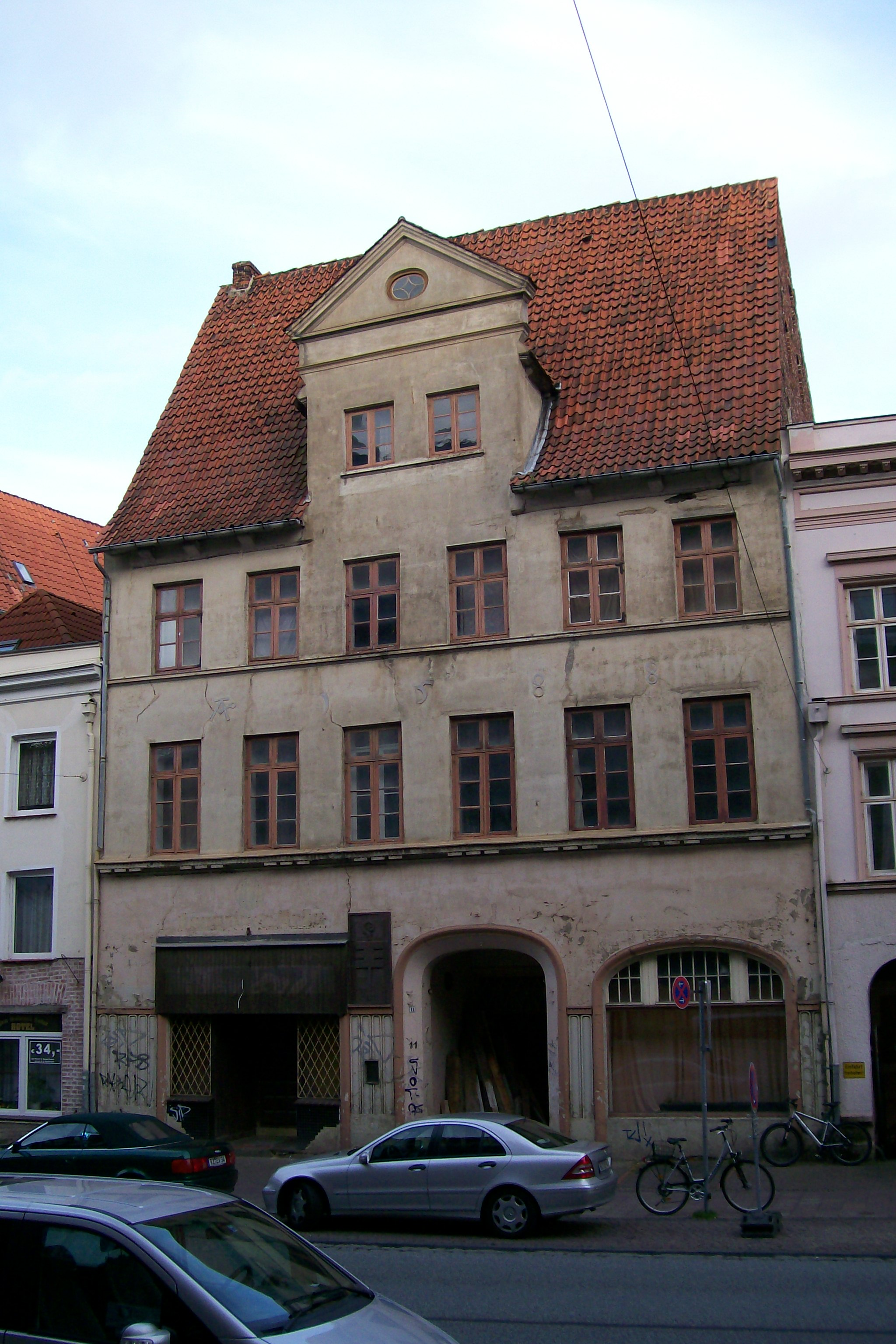
Große Burgstraße 11, ehemaliges Stadthaus der Bischöfe von Ratzeburg und der Herzöge von Mecklenburg, Zustand 2007
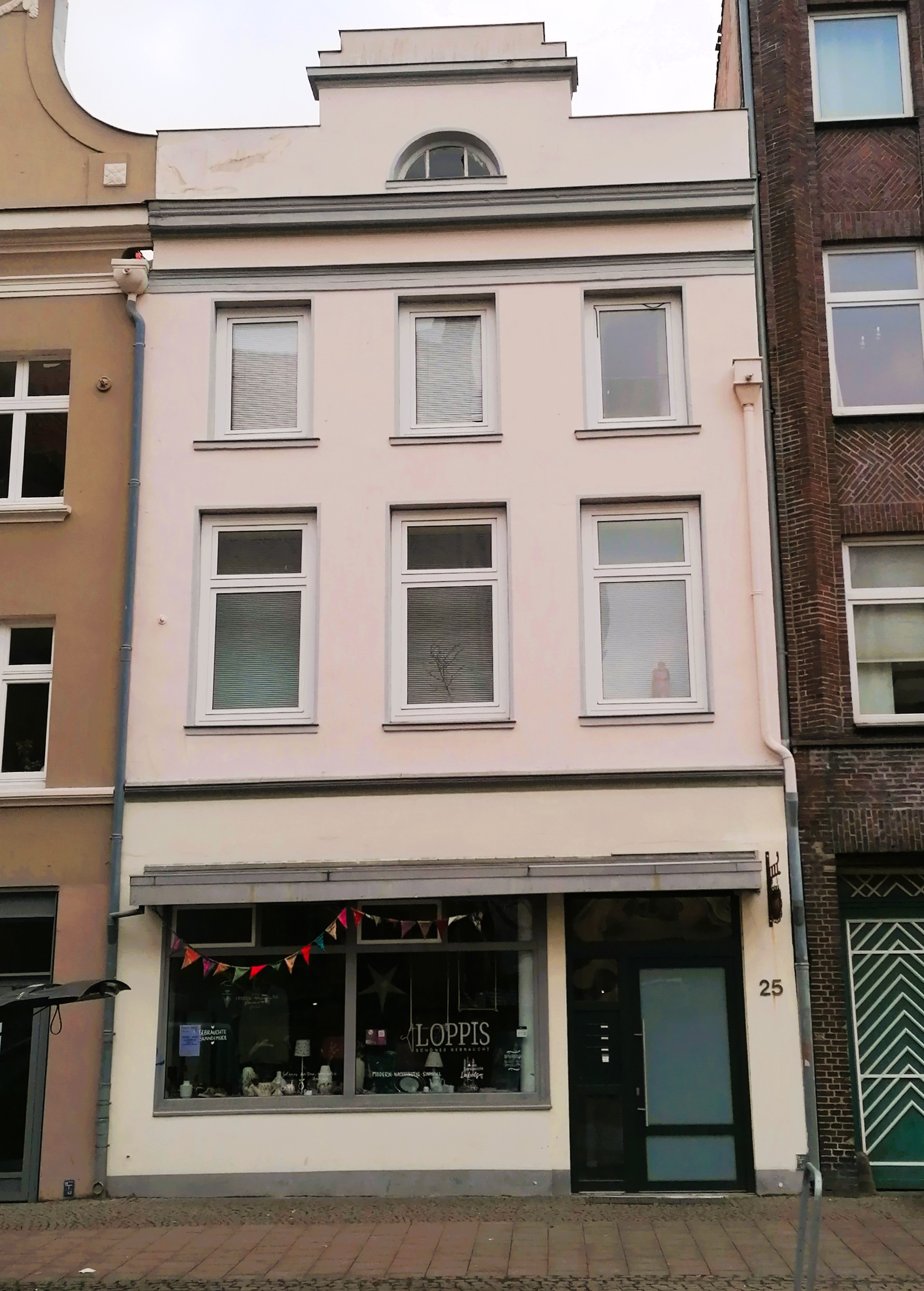
Große Burgstraße 25, 1871 Roquettesche Höhere Töchterschule

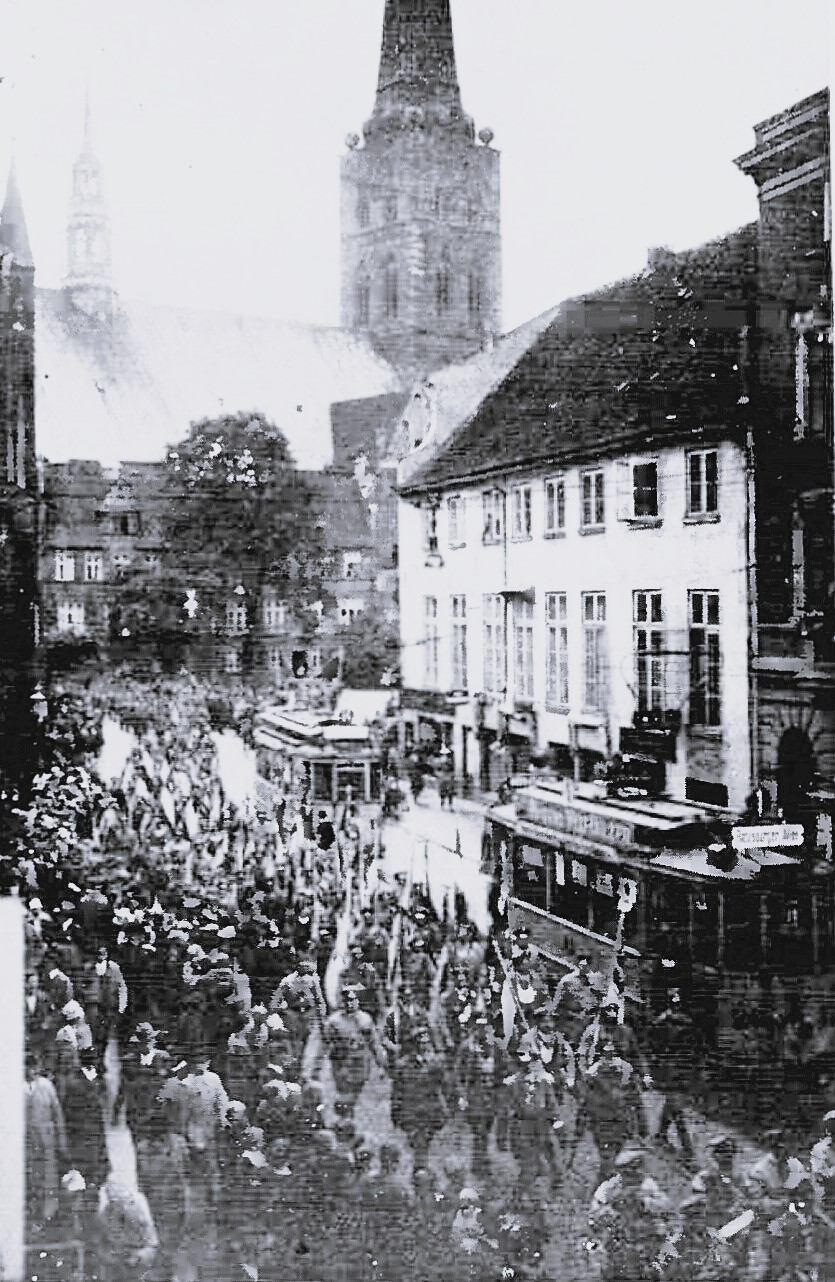
Die Teilnehmer des Festzuges am Stahlhelm- und Treubundtag des Bundes der Frontsoldaten 1927 ziehen an dem Bundesführer in der Burgstraße vorbei.

## Gänge und Höfe
Von der Großen Burgstraße gehen oder gingen folgende Lübecker Gänge und Höfe ab (nach Hausnummern):
- 37 Rademacher Gang (abgängig nach Neubebauung in den 1820ern)
- 41 Käselaus Gang